# Stakladen
Stakladen er en del af Studenternes Hus ved Aarhus Universitet, som blev indviet i oktober 1964. Det er kantine, debatsal, festlokale og koncertsal. Studenterhus Aarhus flyttede i 2010 ind i Stakladen der da blev opdateret med fast scene, professionelt lydanlæg og lys.
Mange store navne indenfor jazz og rock har gennem tiden optrådt i Stakladen, f.eks. Gasolin', Gnags, Dizzy Gillespie, John Cale, Captain Beefheart, Grateful Dead
Oscar Peterson og Procol Harum.